# Piaski (Gorzów Wielkopolski)
Piaski – dzielnica Gorzowa Wielkopolskiego położona w jego północnej części. Składa się z Osiedla Piaski (bloki z wielkiej płyty) i zabudowy jednorodzinnej. 

## Urzędy i instytucje publiczne
W zabytkowym pałacyku (tzw. Pałac Ślubów), zlokalizowanym ponad Ruskim Stawkiem, znajdują się Urząd Stanu Cywilnego oraz siedziba Euroregionu Pro Europa Viadrina. W jego sąsiedztwie znajdują się siedziby Wojewódzkiej Stacji Pogotowia Ratunkowego oraz lokalnego biura Instytutu Pamięci Narodowej. 
Na Piaskach znajduje się jedno z gorzowskich liceów – I Liceum Ogólnokształcące im. T. Kościuszki (tzw. Puszkin – od nazwy ulicy, przy której się znajduje). Swoją siedzibę w dzielnicy mają również Zespół Szkół Budowlanych im. M. Kopernika oraz I Społeczne Liceum Ogólnokształcące. Szkolnictwo wyższe jest obecne w postaci punktów konsultacyjnych Politechniki Szczecińskiej i Uniwersytetu Szczecińskiego. Istnieje tutaj poczta oraz Komenda Miejska Policji. Dotrzeć tutaj można tramwajem nr 2 i 3.

## Gospodarka
Na terenie dzielnicy nie ma zbyt wielu firm z racji tego, iż pełni ona funkcję mieszkaniową. Istnieje tutaj strefa usługowo-handlowa, obsługująca pobliskie osiedle i dzielnicę. Istnieje handel wielkopowierzchniowy (markety Netto, Intermarche). Swoją siedzibę w dzielnicy ma Biuro Urządzania Lasu.

## Przyroda
Na Piaskach znajduje się Jezioro Błotne oraz tzw. Ruski Stawek, które są terenami rekreacyjnymi dla mieszkańców zarówno dzielnicy, jak i całego miasta. Przez dzielnicę przepływa rzeka Kłodawka. Należy też dodać, iż osiedle Piaski jest bogate w roślinność, małe laski, stawki i łąki. Są to jedne z najbardziej leśnych tereny Gorzowa Wielkopolskiego.

## Zabytki
Piaski posiadają kilka godnych uwagi obiektów. Jednym z nich jest zabytkowy pałacyk przy ul. Kazimierza Wielkiego w którym mieści się Urząd Stanu Cywilnego w Gorzowie Wielkopolskim. Na Piaskach jest też kilka zabytkowych willi, które tworzą charakterystyczny wizerunek dzielnicy, zepsuty nieco przez wielkie blokowisko na końcu ul. Kazimierza Wielkiego.
Główne ulice dzielnicy to:
- Kazimierza Wielkiego,
- Emilii Sczanieckiej,
- Bohaterów Westerplatte
- Józefa Dowbora-Muśnickiego,
- Stefana Okrzei,
- Aleksandra Puszkina,
- Błotna,
- Zofii Kuratowskiej.
- Owocowa

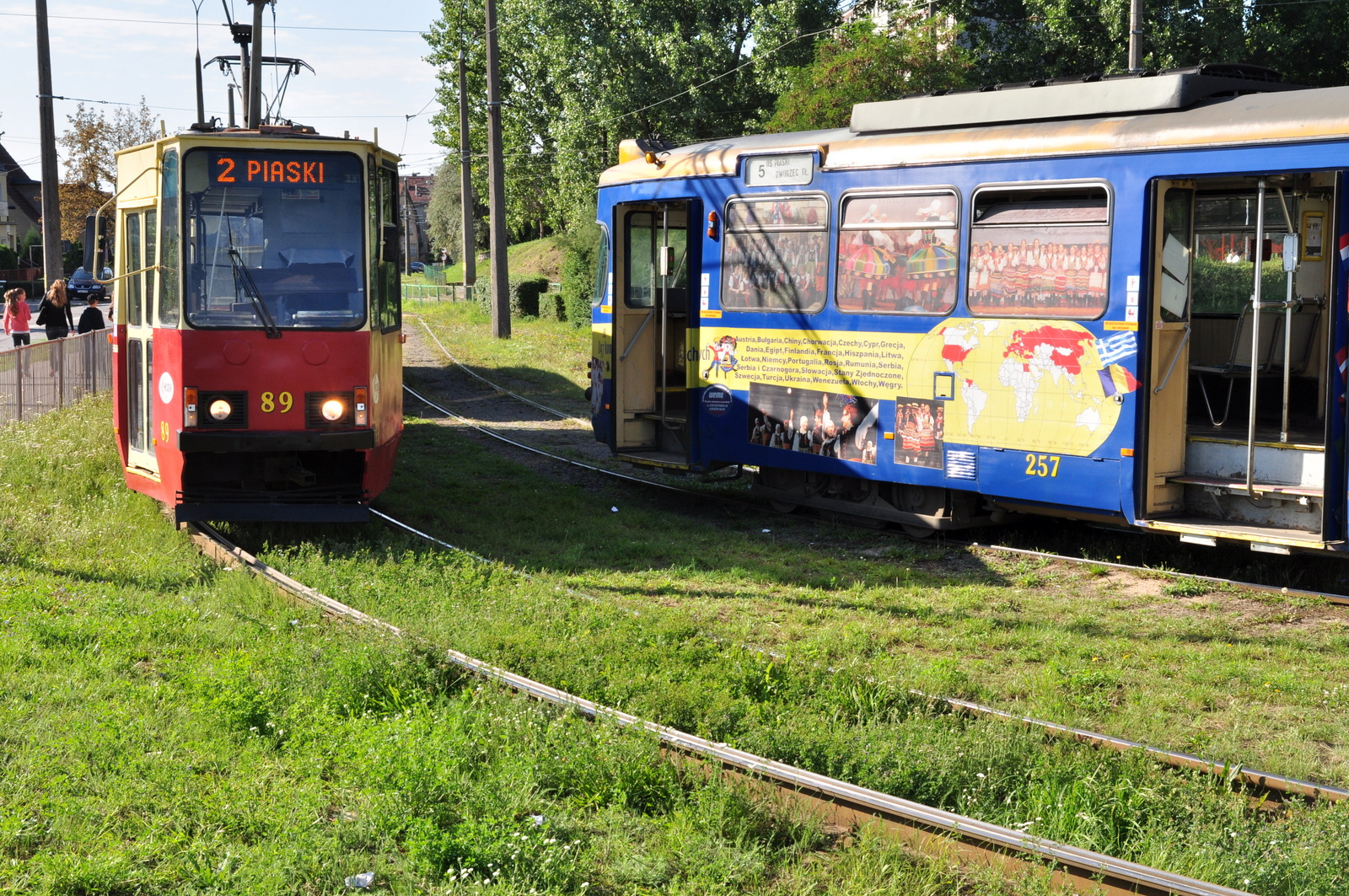
Pętla tramwajowa przy ul. Kazimierza Wielkiego
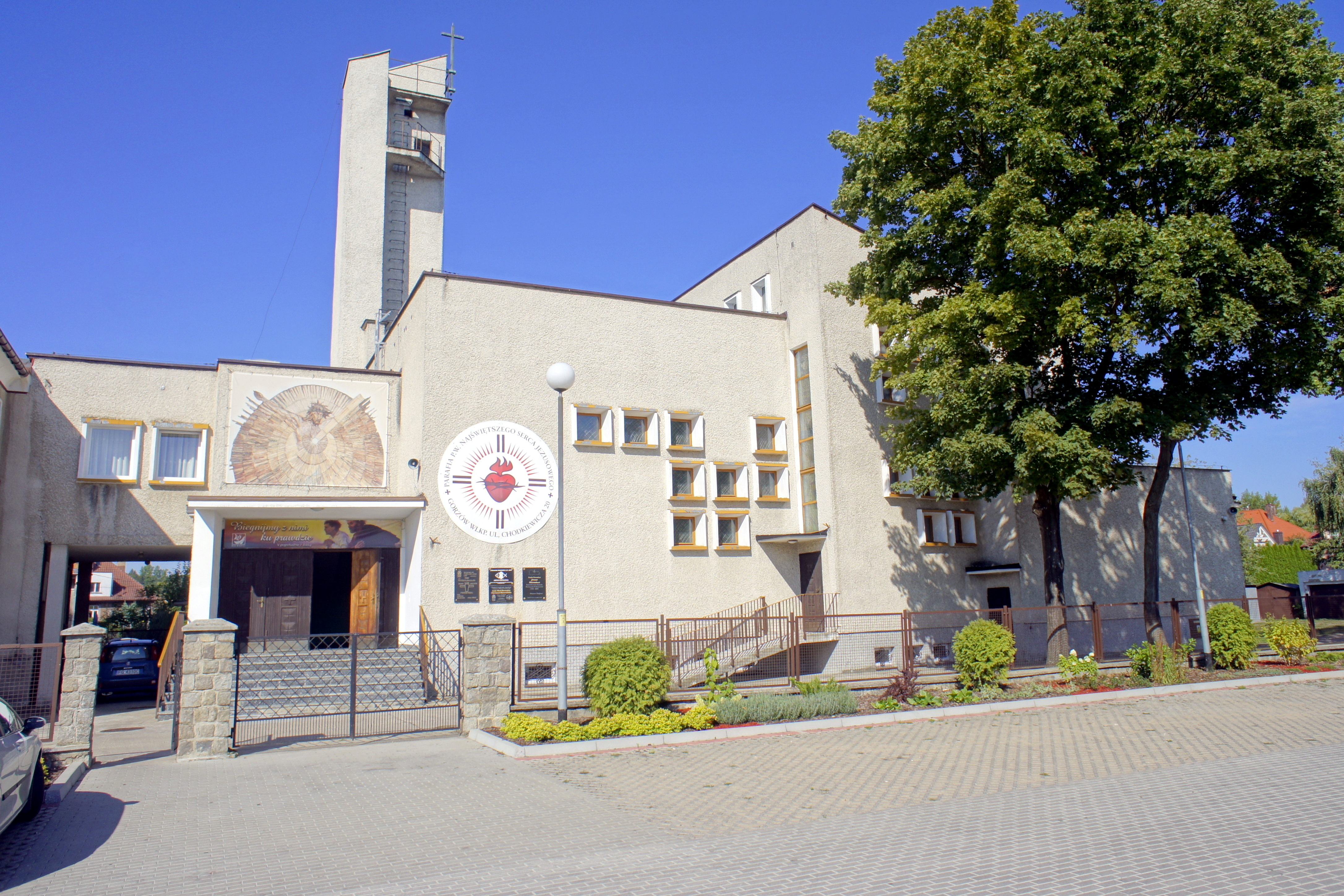
Kościół parafialny pw. Najświętszego Serca Pana Jezusa przy ul. Chodkiewicza
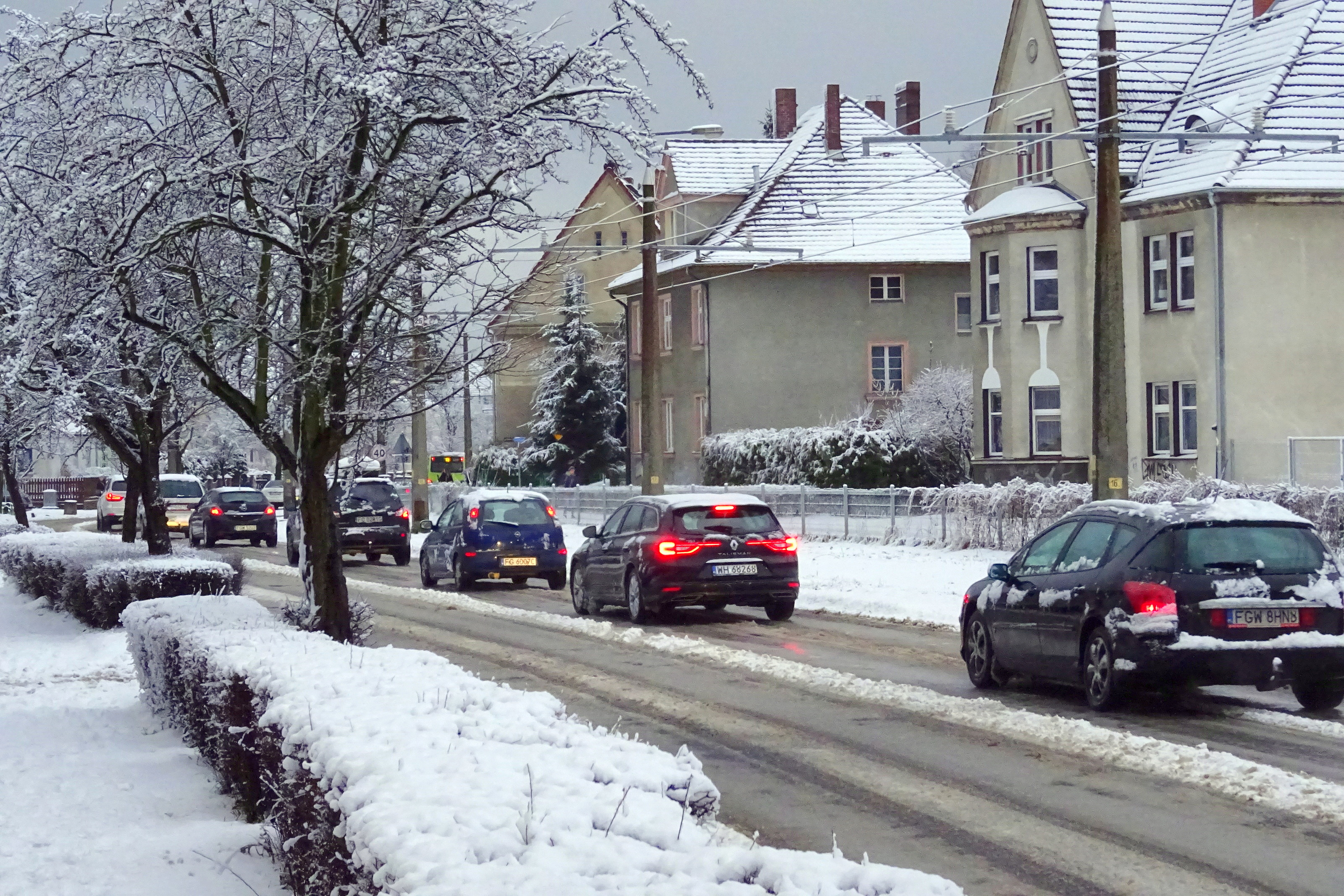
Wille z I poł. XX w. przy ul. Kazimierza Wielkiego
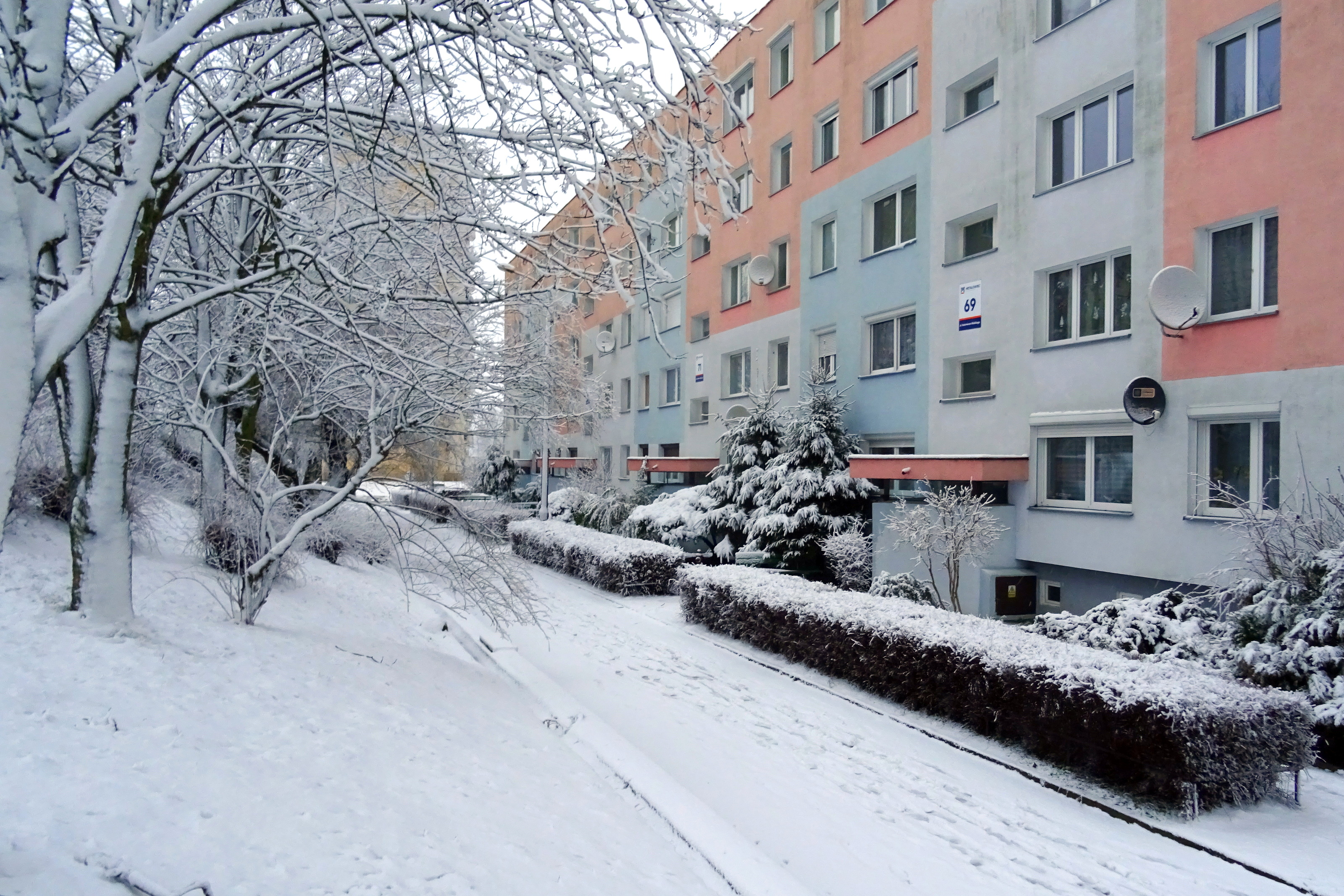
Blok mieszkalny z l.80 XX w. przy ul. Kazimierza Wielkiego
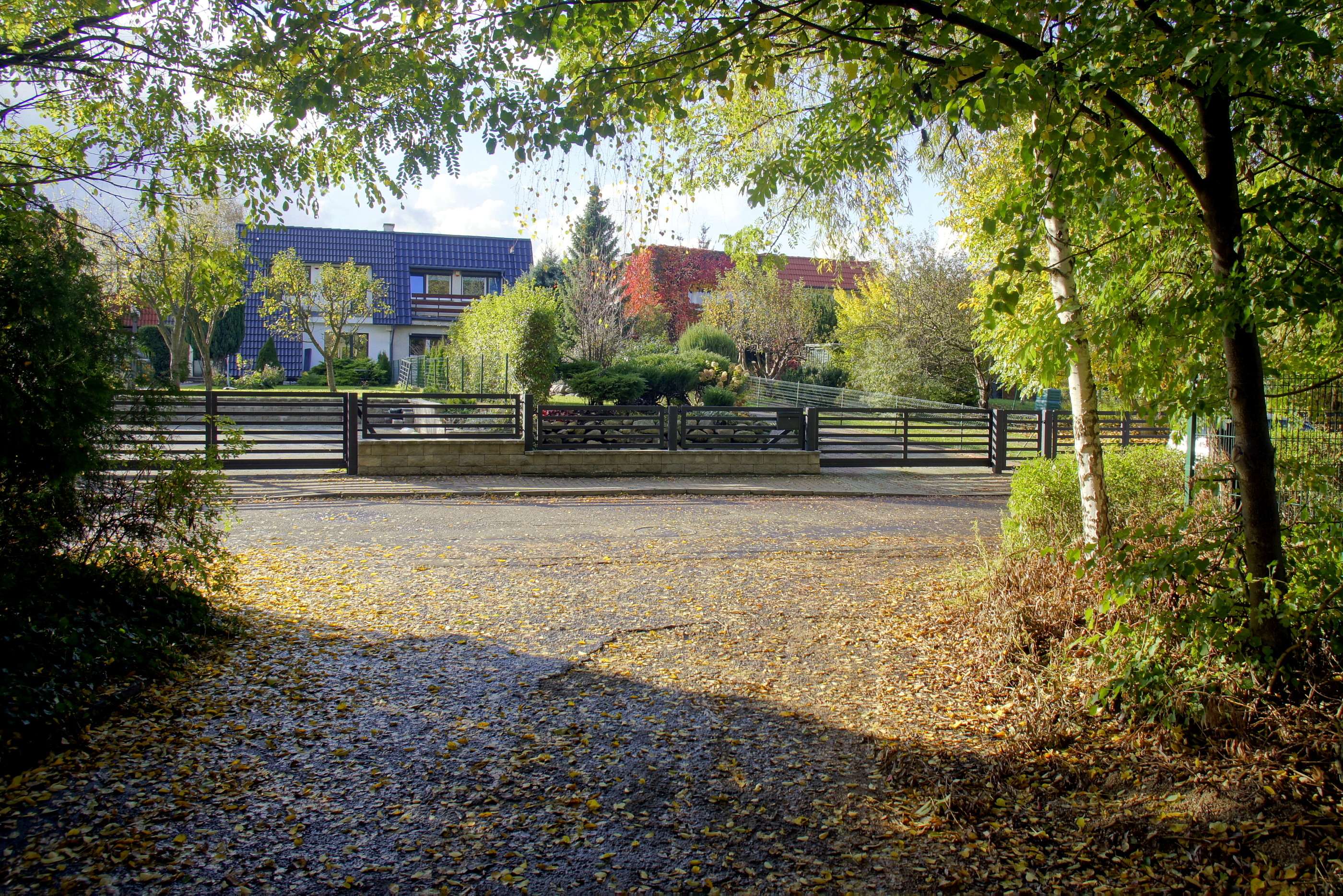
Szeregowce przy ul. Kuratowskiej
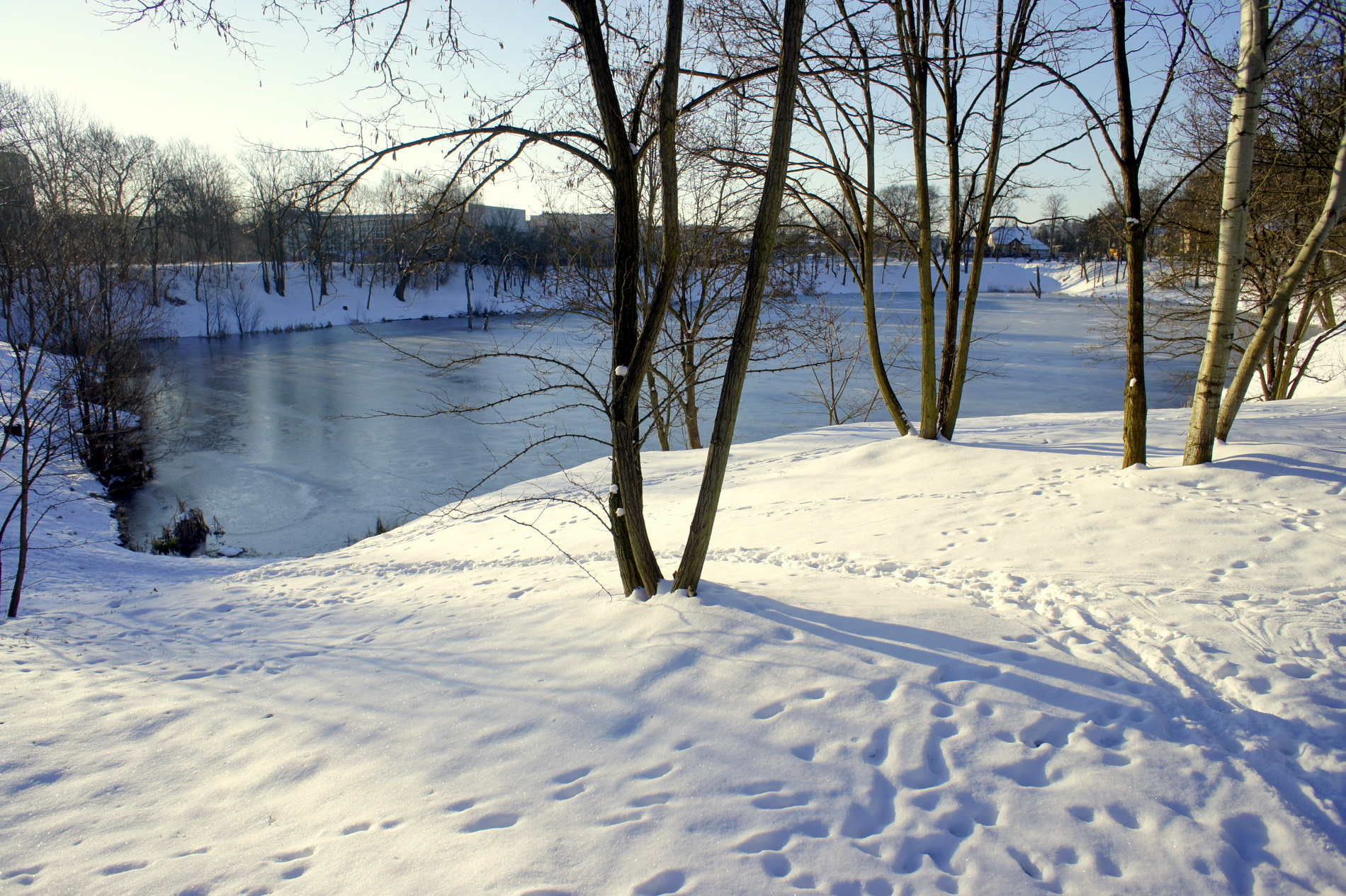
Jezioro Błotne przy ul. Błotnej
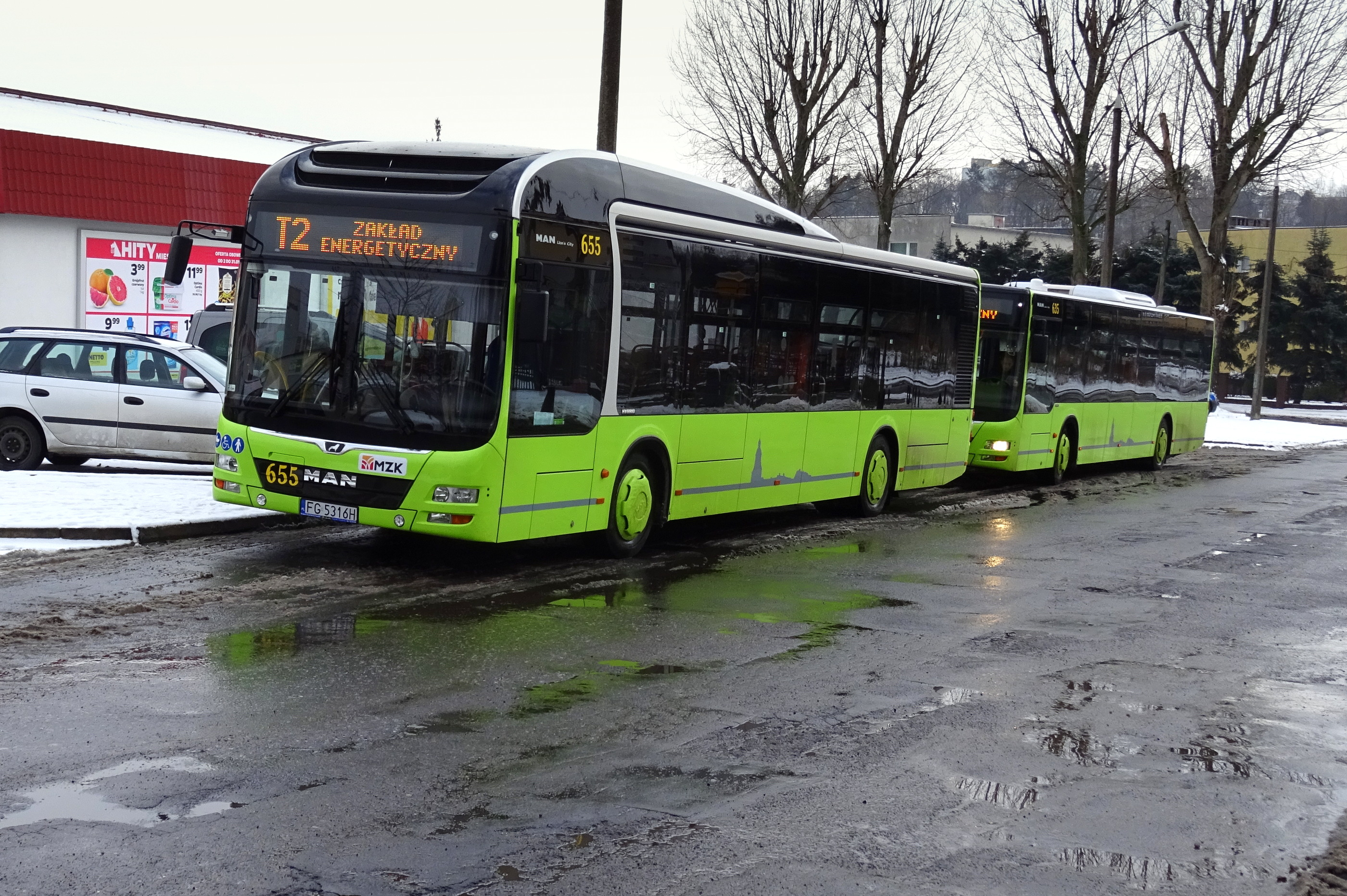
Autobusy zastępcze linii "T2" na przystanku "Piaski końcowy"